# Le Bardon
Le Bardon – miejscowość i gmina we Francji, w Regionie Centralnym, w departamencie Loiret.
Według danych na rok 1990 gminę zamieszkiwały 783 osoby, a gęstość zaludnienia wynosiła 64 osoby/km² (wśród 1842 gmin Regionu Centralnego Le Bardon plasuje się na 497. miejscu pod względem liczby ludności, natomiast pod względem powierzchni na miejscu 1031.).